# Филипп (герцог Брабанта)
Филипп де Сен-Поль (фр. Philippe de Saint-Pol, 25 июля 1404 — 4 августа 1430, Лёвен) — граф де Сен-Поль и де Линьи (1415—1430), герцог Брабантский (1427—1430), герцог Лимбургский (1427—1430), и маркграф Антверпенский (1427—1430).
Второй (младший) сын Антуана Бургундского (1384—1415), графа Ретельского (1393—1406), герцога Брабантского и Лимбургского (1406—1415), маркграфа Антверпенского (1406—1415), от первого брака с Жанной де Люксембург (ум. 1407).

## Биография
В апреле 1415 года после смерти своего деда Валерана де Люксембурга-Линьи (1355—1415), графа де Сен-Поль и де Линьи (1371—1415), коннетабля Франции (1411—1413), 10-летний Филипп Бургундский унаследовал графства Сен-Поль и Линьи.
В октябре 1415 года в битве при Азенкуре погиб герцог Брабантский и Лимбургский Антуан Бургундский, отец Филиппа. Его старший брат Жан (1403—1427) унаследовал Брабант, Лимбург и маркграфство Антверпен.
В 1419 году граф Филипп де Сен-Поль командовал бургундской армией во время оккупации Парижа. В 1420 году прибыл в Брабант, где стал регентом герцогства. Его старший брат, герцог Жан Брабантский, в 1418 году женился на Жаклин Баварской, графине Геннегау (Эно), Голландии и Зеландии, став её соправителем. Брабантцы, недовольные герцогом Жаном, избрали его младшего брата Филиппа де Сен-Поля регентом герцогства. В 1421 году примирился с Жаном Брабантским и отказался от регентства.
В апреле 1427 года после смерти своего старшего брата Жана Бургундского, герцога Брабантского и Лимбургского, не оставившего после себя потомства, граф Филипп де Сен-Поль унаследовал герцогства Брабант и Лимбург.
В 1428 году вынужден был пойти на уступки местному дворянству. Опасаясь своего могущественного двоюродного брата, герцога Бургундии Филиппа Доброго (1419—1467), значительно расширившего свои владения за счет Геннегау, Голландии и Зеландии, стремился заключить союз с Анжуйским домом.
4 августа 1430 года 26-летний Филипп Бургундский, герцог Брабантский и Лимбургский, скончался в Лувене, не оставив после себя потомства. Герцогства Брабант и Лимбург присоединил к своим владениям его двоюродный брат Филипп III Добрый, герцог Бургундии. Графства Сен-Поль и Линьи получила Жанна де Люксембург, сестра Валерана де Люксембурга-Линьи. Иоланда Анжуйская, вдова Филиппа де Сен-Поля, перешла под опеку Филиппа Доброго, пока в 1431 году не стала женой будущего герцога Бретонского Франциска I.
Не имея законного потомства в браке с Иоландой Анжуйской, Филипп де Сен-Поль оставил пять внебрачных детей.

## Семья
Женился на Иоланде Анжуйской (1412—1440), младшей дочери Людовика II (1377—1417), герцога Анжуйского, графа Мэнского и Прованского, титулярного короля Неаполитанского, и Иоланды Арагонской (1384—1443).